# Bielefelder Kabarettpreis
Der Bielefelder Kabarettpreis wurde 1998 ins Leben gerufen und wird seitdem jährlich vergeben. Der Kleinkunstpreis richtet sich ausschließlich an junge Nachwuchskünstler, die bis zum Zeitpunkt der Teilnahme nicht mehr als ein Programm produziert haben und nach Möglichkeit nicht älter als 30 Jahre alt sein sollten.
Der Bielefelder Kabarettpreis ist mit insgesamt 2500 Euro sowie einem Auftritt auf der Kleinkunstbühne des Bielefelder Zweischlingen dotiert.
Die Trophäe hat die Form eines an die Wand genagelten Puddings, weswegen die Veranstaltung auch den Namen „Bielefelder Pudding“ erhielt.

## Preisträger
| Jahr | 1. Preis                       | 2. Preis             | 3. Preis                       |
| ---- | ------------------------------ | -------------------- | ------------------------------ |
| 1998 | Jürgen Vogl                    | Martin Reinl         | Die Rostocker Heiden           |
| 1999 | Tom van Hasselt                | Vince Ebert          | Die letzte Instanz             |
| 2000 | Bodo Wartke                    | Kerim Pamuk          | Johann Köhnich                 |
| 2001 | Bülent Ceylan                  | Presssack            | Moses W.                       |
| 2002 | Martina Schwarzmann            | Philipp Weber        | Rüdiger Höfken                 |
| 2003 | Dagmar Schönleber              | Benjamin Eisenberg   | Andre Eberlei/Ramona Schukraft |
| 2004 | Marco Tschirpke                | Ludger K.            | Die Quetschtragödie            |
| 2005 | Michael Krebs                  | Sven Kemmler         | Götz Frittrang                 |
| 2006 | Marc-Uwe Kling                 | Hagen Range          | Erik Lehmann                   |
| 2007 | Ass-dur                        | Michael Schönen      | Jundula Deubel                 |
| 2008 | Ensemble Weltkritik            | Uta Köbernick        | El Mago Masin                  |
| 2009 | Matthias Reuter                | Das Bundeskabarett   | Jens Heinrich Claassen         |
| 2010 | Markus Barth                   | C. Heiland           | Markus Schneider               |
| 2011 | Team & Struppi                 | Nico Semsrott        | Abdelkarim                     |
| 2012 | Till Reiners                   | Fee Badenius         | Sebastian Nitsch               |
| 2013 | Martin Zingsheim               | Maxi Gstettenbauer   | Alain Frei                     |
| 2014 | Tobi Katze und Khalid Bounouar | Sven Stickling       |                                |
| 2015 | Katie Freudenschuss            | Robert Alan          | Sebastian Lehmann              |
| 2016 | Lennart Schilgen               | Felix Lobrecht       | Berhane Berhane                |
| 2017 | Nektarios Vlachopoulos         | Paul Weigl           | Jacqueline Feldmann            |
| 2018 | Frau Rotkohl                   | Quichotte            | Pascal Franke                  |
| 2019 | Falk Plücker                   | Florian Wagner       | Juri von Stavenhagen           |
| 2020 | David Weber                    | Simon & Ingo         | Tim Whelan                     |
| 2021 | Rainer Holl                    | Jakob Schwerdtfeger  | Johannes Floehr                |
| 2022 | Florian Wintels                | Hinnerk Köhn         | August Klar                    |
| 2023 | Andreas Langsch                | Kolja Fach           | Max Osswald                    |
| 2024 | Tobias Born                    | Kai Bosch            | René Kaspar                    |
| 2025 | Felix Treder                   | Krause und Konsorten | Samuel Kilian                  |